# Porte du Pré-Saint-Gervais
La porte du Pré-Saint-Gervais est une porte de Paris en France.

## Situation et accès

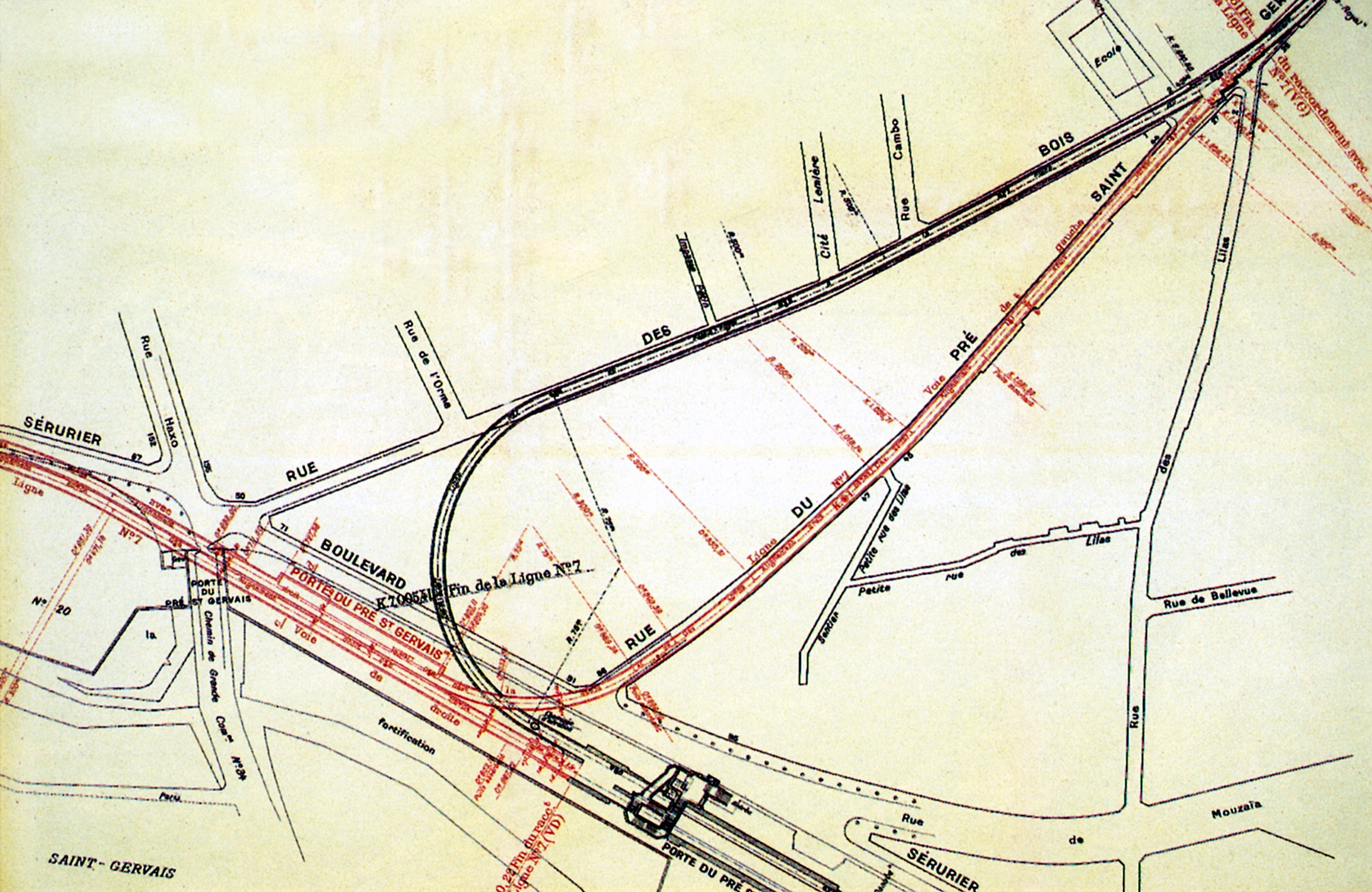
Schéma du métro à proximité de la porte du Pré-Saint-Gervais.

La porte du Pré-Saint-Gervais est située au nord-est de Paris, dans le 19e arrondissement. Elle est desservie par :
- le boulevard Sérurier, le boulevard d'Algérie, la rue Haxo et la rue des Bois, dans Paris intra muros ;
- un semi-échangeur du boulevard périphérique (une sortie à partir du périphérique intérieur) ;
- la rue André-Joineau au Pré-Saint-Gervais.

L'hôpital Robert-Debré, spécialisé dans la pédiatrie, est situé porte du Pré-Saint-Gervais.
La porte du Pré-Saint-Gervais est desservie par la ligne de métro 7 bis à la station Pré-Saint-Gervais et la ligne 3b du tramway d'Île-de-France à la station Hôpital Robert-Debré.
La « station fantôme » Haxo, jamais ouverte au public, est située à proximité de la porte du Pré-Saint-Gervais, sous le boulevard Sérurier.
Sur les anciens plans des voies du métro, les stations Haxo et Pré-Saint-Gervais, distantes d'une centaine de mètres, sont parfois appelées Porte du Pré-Saint-Gervais.

## Historique

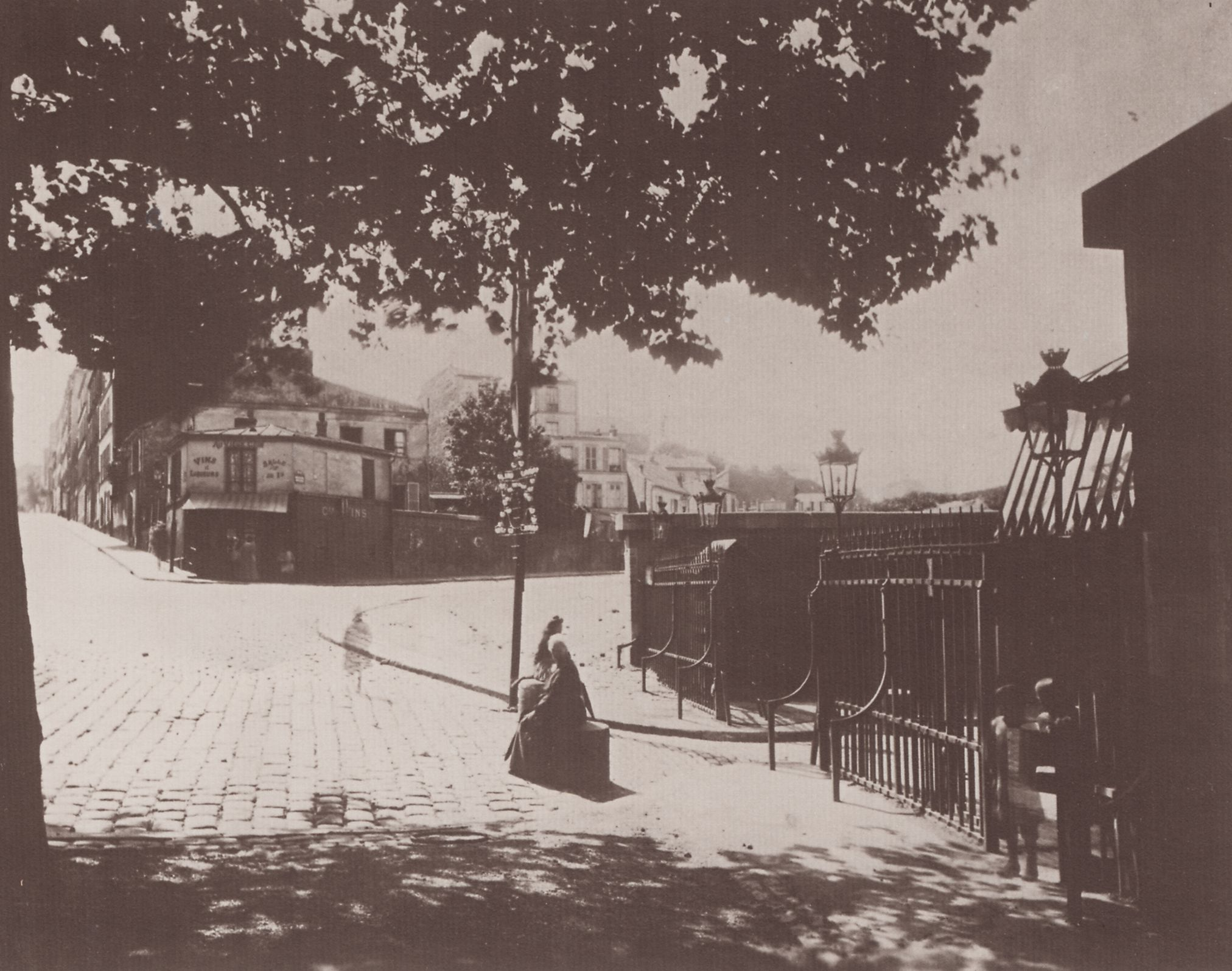
La porte du Pré-Saint-Gervais au début du XXe siècle (photographie par Eugène Atget).